# Sameodesma
Sameodesma is een geslacht van vlinders uit de familie van de grasmotten (Crambidae). De wetenschappelijke naam van dit geslacht is voor het eerst voorgesteld door George Francis Hampson in een publicatie uit 1918.

## Soorten
- S. undilinealis Hampson, 1918
- S. xanthocraspia (Hampson, 1913)